# Jebelgrot
De Jebelgrot (Engels: Cave of Dzhebel, Russisch: пещера Джебел, pesjtsjera Dzjebel) is een archeologische vindplaats uit het mesolithicum, gelegen bij het gelijknamige dorp  in Turkmenistan aan de rand van het Balkangebergte nabij de Golf van Krasnovodsk.
In 1949-1950 vond de Sovjet-archeoloog Aleksej Okladnikov een meerlagige archeologische site in de Jebelgrot. Naast de mesolithische lagen werden ook artefacten uit het neolithicum en de vroege bronstijd ontdekt, waaronder microlieten in verschillende vormen (asymmetrische driehoeken, microklingen met een stompe rug, “gehoornde” trapeziums). Andere vondsten waren onder meer aardewerk en bewerkt been. 
Sommige werktuigen waren bedoeld om verzamelde wilde granen te vermalen. Ook werden kunstvoorwerpen gevonden. De mensen maakten kralen van schelpen als sieraden. Men droeg kleding van dierenhuiden en draden van gedroogde dierenpezen. Zo werd in de onderste laag van de nabijgelegen Gaýly-grot een benen naald met een klein oogje gevonden. 
Botresten van schapen, geiten, gazellen en vissen die zijn gevonden in de grotten van Gaýly, Damdamçeşme II en Jebel bewijzen dat mensen tijdens het mesolithicum naast jagen, verzamelen en vissen, ook bezig waren met het houden van kleinvee. De overgang naar primitieve veeteelt leidde tot tekenen van een sedentair leven zoals de bouw van woningen.
Tijdens opgravingen werden in de grotten van Gaýly, Damdamçeşme II en Jebel botresten van steur, brasem en zeebrasem gevonden. Dit wijst erop dat de bewoners van deze grotten visten en vis als voedsel gebruikten.
De ontdekking van grote hoeveelheden botresten van wilde dieren in Damdamçeşme II en Jebel bewijst ook dat de bevolking aan de jacht deed. Grote speren en pijl en boog in verschillende formaten dienden als jacht- en werkgereedschap voor jagers.